# نهر أوريكا
نهر أوريكا نهر صغير منحدر يجري في واد يحمل الاسم نفسه. ينبع النهر من جبال الأطلس الكبير ويصب في نهر تانسيفت بمراكش في وسط المغرب. يتغذى النهر من مياه الثلوج الذائبة في قمم الجبال. توجد مزارع صغيرة على جانبي النهر تزود مراكش بالخضراوات.

## تاريخ
تم تسجيل عدد من النباتات المثيرة للاهتمام في هذا الوادي بداية في أواخر القرن التاسع عشر، منها المُران الأطلسي. هذا الوادي هو الموقع الوحيد داخل سلسلة الأطلس الكبير الذي يتواجد به المكاك البربري المهدد بالانقراض.
بفضل شلالات وادي أوريكا العديدة، وعوامل جذب أخرى، يعتبر مكانا مثاليا لرحلة نهارية.
يسكن المنطقة الأمازيغ الذين يمارسون أسلوب حياة تقليدية. على الرغم من قربها من مراكش، فإنها لا تزال تعتبر «غير ملوثة» نسبيًا.

## معرض الصور

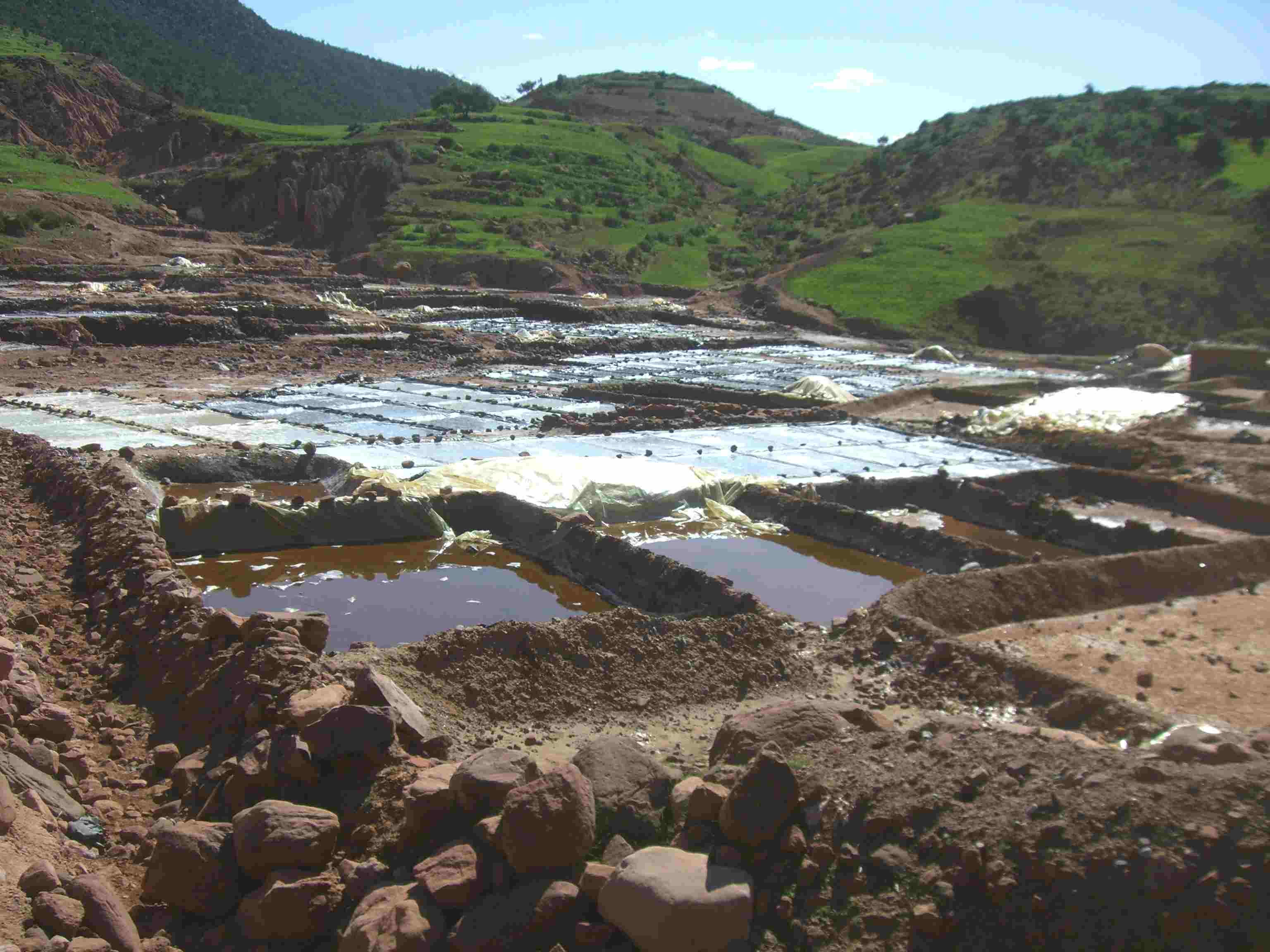
إنتاج الملح في وادي أوريكا
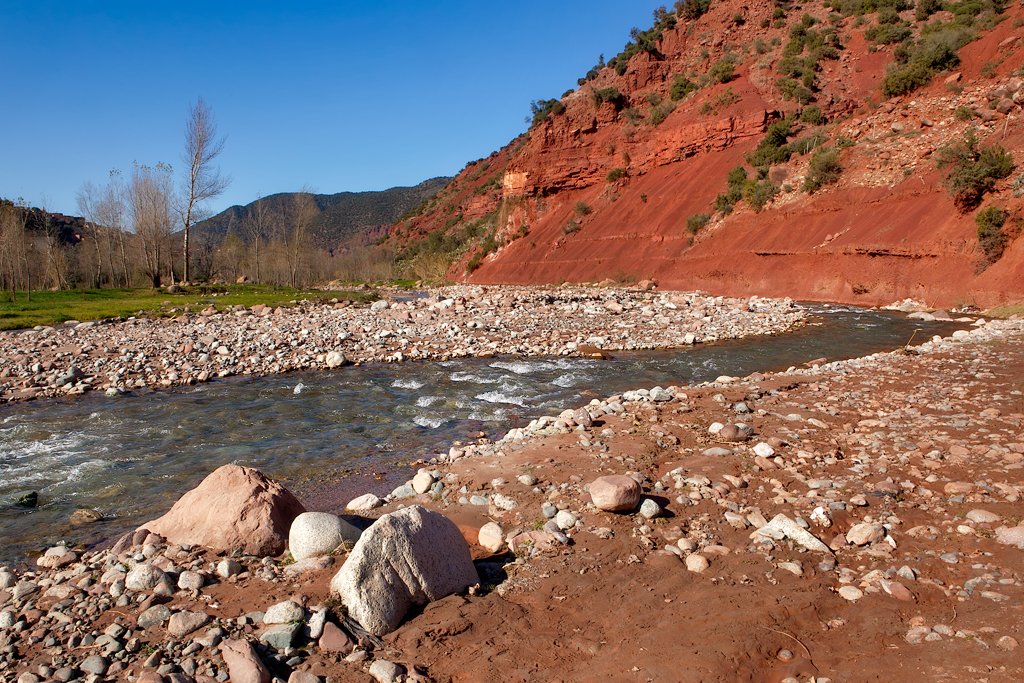
نهر أوريكا
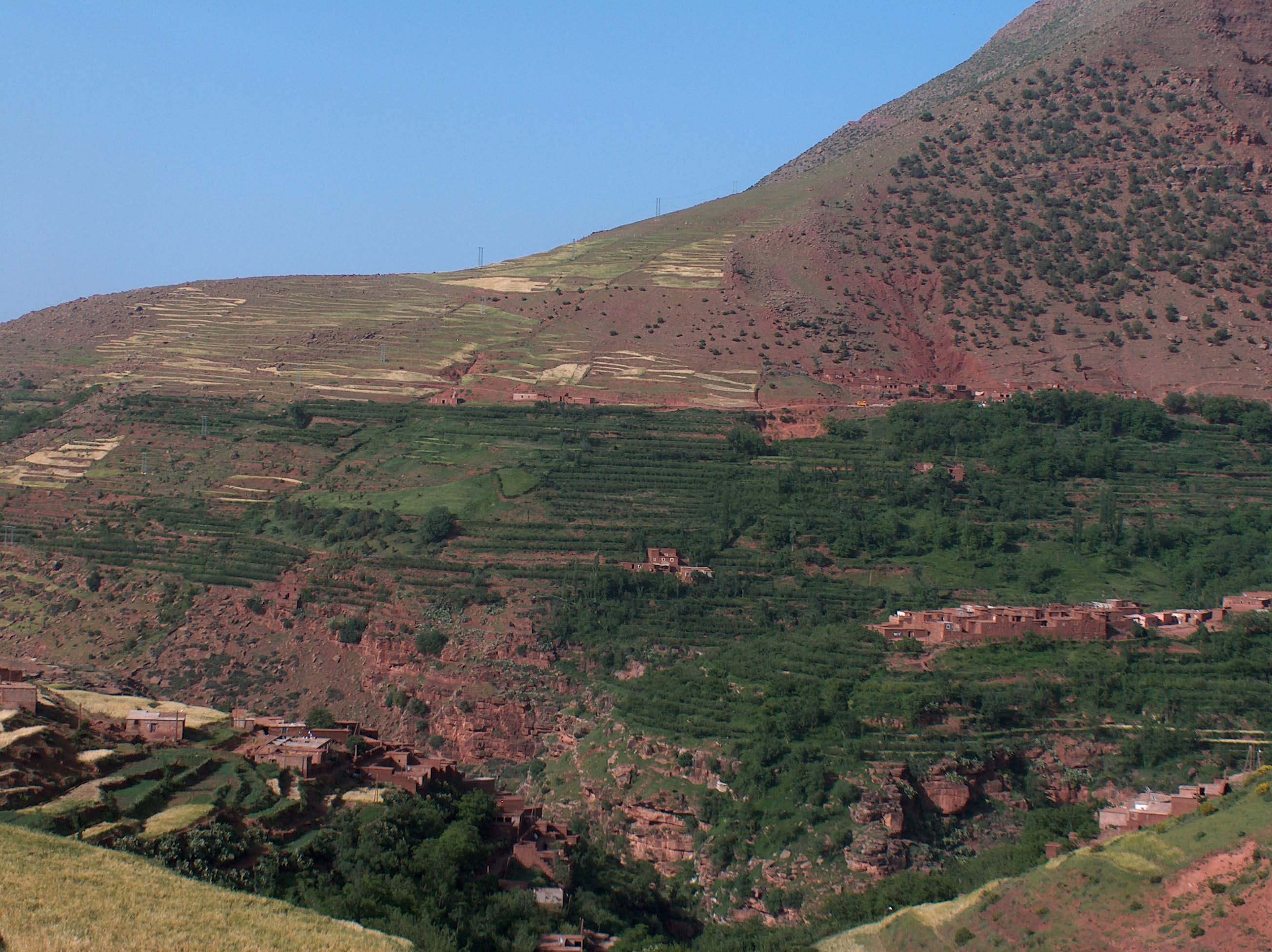
قرية مطلة على نهر أوريكا في أعالي الوادي
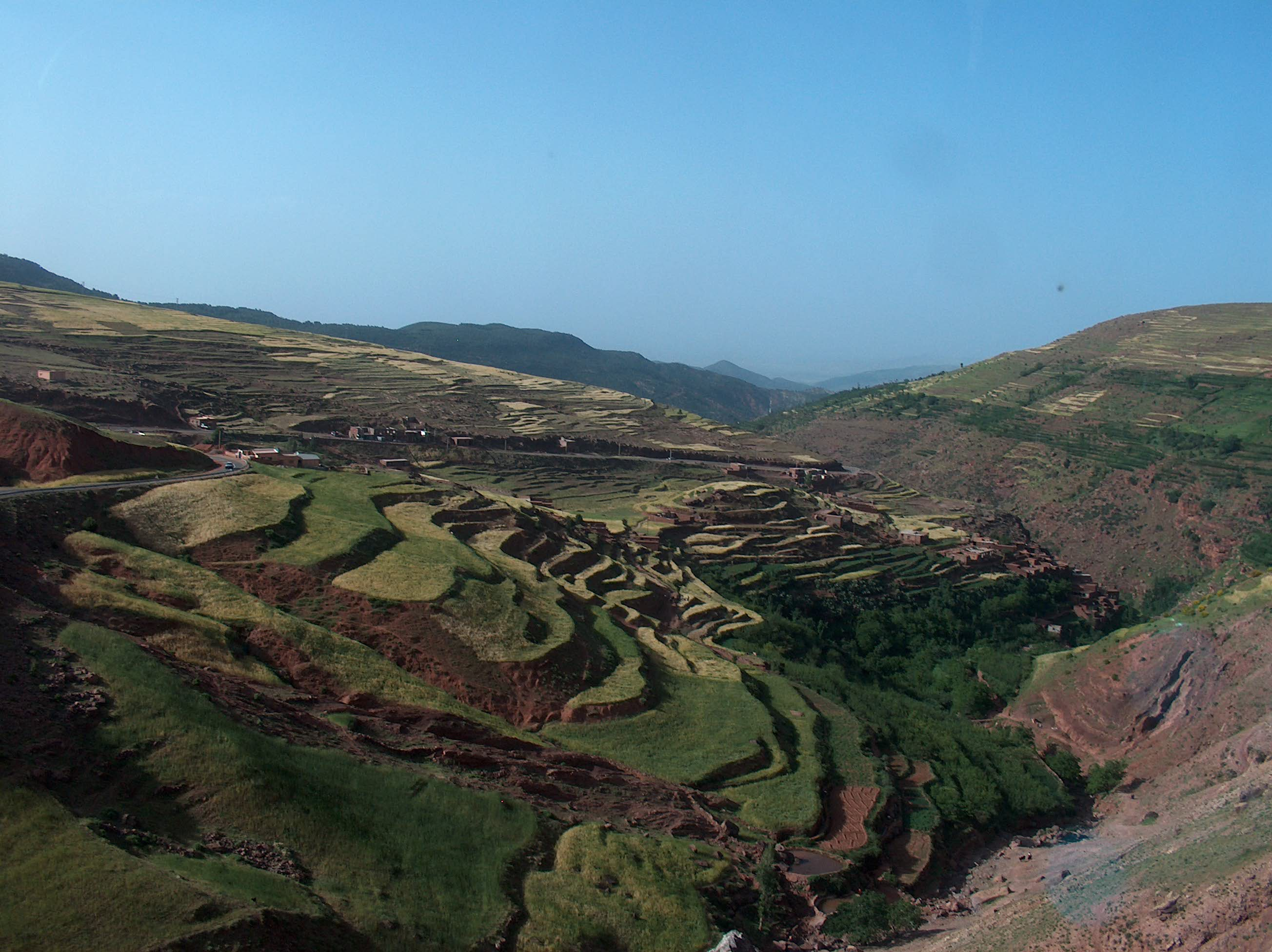
مدرجات زراعية على منحدرات وادي أوريكا